# Oleg Grixkin
Oleg Pàvlovitx Grixkin (en rus Олег Павлович Гришкин) (Moscou, 10 de febrer de 1975) va ser un ciclista rus, professional del 1999 al 2007. Del seu palmarès destaca el Campionat nacional en ruta.

## Palmarès en ruta
- 1997
  - 1r als Cinc anells de Moscou
- 1998
  - 1r al Gran Premi de la Indústria i el Comerç de San Vendemiano
- 2002
  -  Campió de Rússia en ruta
  - 1r al Gran Premi Baltic Open-Tallinn
- 2003
  - 1r al Gran Premi de la vila de Rennes
  - 1r al Tour del Mar de la Xina Meridional i vencedor de 4 etapes
  - Vencedor d'una etapa al Tour de Beauce
- 2007
  - Vencedor d'una etapa al Tour de Beauce

## Palmarès en pista
- 1999
  -  Campió de Rússia en Madison